# Kodak DCS

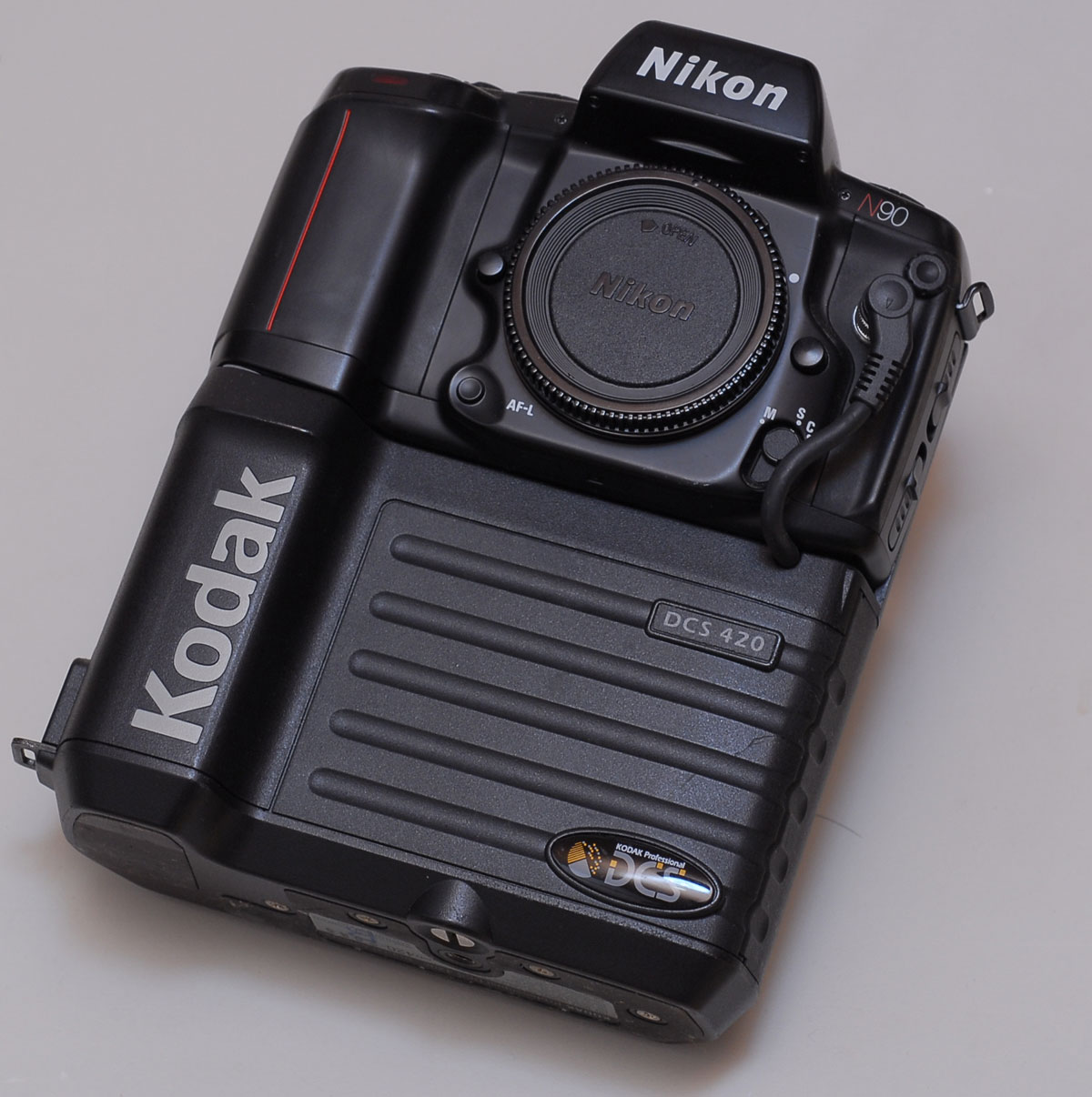
Kodak DCS 420, una SLR de 1,2 megapixel basada en un cuerpo Nikon F90.

El Kodak Digital Camera System es una serie de cámaras reflex digitales y cuerpos traseros que fueron comercializados por Kodak en las décadas de 1990 y 2000, discontinuándose en 2005. Todas están basadas en cámaras réflex de 35 mm existentes, de Nikon, Canon y Sigma. Entre los modelos se encuentra la Kodak DCS original, la verdadera primera cámara reflex digital disponible comercialmente.

## Historia

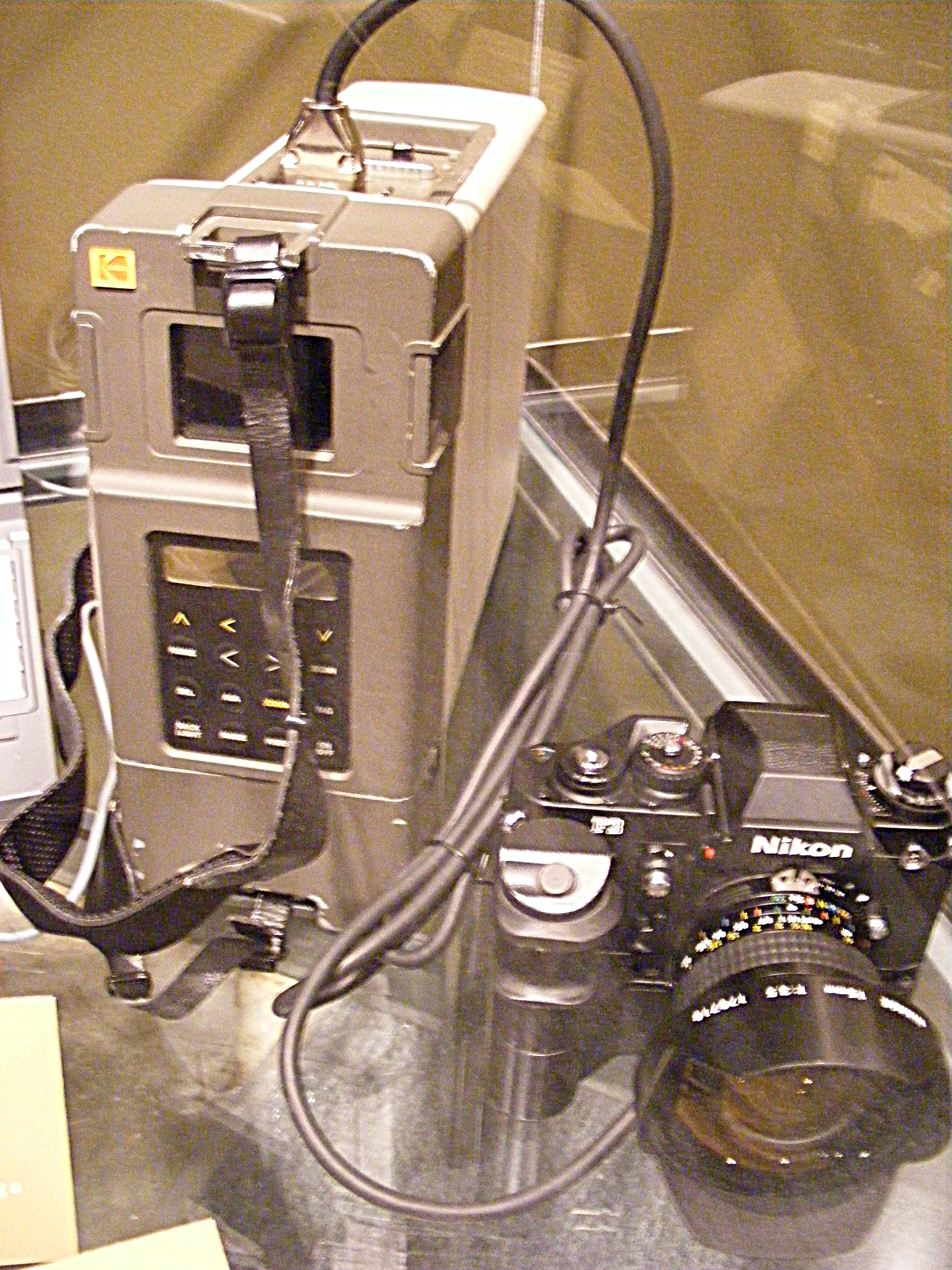
Kodak DCS 100, basada en un cuerpo Nikon F3 con la Unidad de Almacenamiento Digital, lanzada en mayo de 1991.

En 1975 el ingeniero de Kodak Steven Sasson inventó la primera cámara digital, la cual usaba un CCD de 100 x 100 píxel de Fairchild. Para 1986 Kodak había desarrollado un sensor con 1,4 millones de píxels.
Se crearon varios otros inventos para hacerla más usable, incluyendo mejoras en la tecnología del sensor, el primer formato RAW DCR y un software práctico. La Kodak DCS original fue lanzada en 1991, y estaba basada en la Nikon F3 estándar, con componentes digitales. Usaba un sensor Kodak KAF-1300 de 1,3 megapíxel, y un bolso aparte, que se colgaba del hombro, con la unidad de procesamiento de imagen y la unidad de almacenamiento. La serie DCS 200 de 1992 condensaba la unidad de almacenamiento dentro de un módulo montado y la base y en el cuerpo trasero de la cámara Nikon F-801s. El módulo contenía un disco rígido de 80 megabytes, y estaba alimentado por baterías AA. Fue seguida por la mejorada serie DCS 400 de 1994, la cual reemplazaba el disco rígido con una tarjeta PCMCIA. La serie DCS 400 incluía un sensor de 1,5 megapíxel en la DCS 420, y de 6 megapíxel en la Kodak DCS 460, la cual tenía un precio de venta de $28.000 en el lanzamiento. Al igual que los modelos posteriores de 6 mpx de Kodak, la DCS 460 usaba el premiado sensor APS-H Kodak M6. Una versión la DCS 420 fue vendida por la Associated Press como la Associated Press NC2000. En paralelo con la serie DCS 400, Kodak también vendía la gama análoga Kodak EOS DCS, la cual estaba basada en la SLR Canon EOS-1N. Con la excepción de la DCS 100 original, estos modelos no incluían pantalla LCD para ver las fotos.
Los siguientes modelos de Kodak tenían una mayor integraban del módulo digital con el cuerpo de la cámara, e incluían una pantalla LCD para ver las fotos y baterías removibles. La serie DCS 500 de 1998 está basada también en la Canon EOS-1N, los modelos DCS 520 de 2 mpx y DCS 560 de 6 mpx, las cuales tenían un precio inicial minorista de $28.500. Estos modelos fueron vendidos también por Canon, como las Canon D2000 y D6000 respectivamente, y fueron las primeras cámaras digitales vendidas con la marca Canon. Kodak usó el mismo paquete electrónico para la serie DCS 600, la cual estaba basada en la Nikon F5. La serie DCS 600 incluía la Kodak DCS 620x, un modelo de alta sensibilidad con un sensor mejorado de óxido de indio y estaño y un filtro Bayer cian-magenta-amarillo, el cual le daba una  sensibilidad ISO de 6400, única para la época.
Kodak finaliza la gama DCS con la serie DCS 700, la cual comprende los modelos DCS 720x de 2 mpx, DCS 760 de 6 mpx y DCS 760m de 6 mpx con un sensor blanco y negro. Para la época de su lanzamiento, Kodak enfrentó la competencia de las populares Nikon D1 y Nikon D1x, que eran más pequeñas y baratas. La DCS 760 inicial tenía un precio de $8.000.
La generación final de las cámaras Kodak DCS fue lanzada con la Kodak DCS Pro 14n, una DSLR de fotograma completo de 14 megapixel, en 2002, y continuó en 2004 con la actualizada DCS PRO SLR/n. Estas dos cámaras estaban basadas en el cuerpo Nikon F80, y eran considerablemente más compactas que los modelos previos de Kodak. Usaban sensores diseñados por la compañía belga FillFactory. La DCS PRO SLR/n fue acompañada por la DCS PRO SLR/c compatible con Canon, la cual estaba basada en la SLR Sigma SA9. Kodak discontinuó los modelos SLR/n y SLR/c en mayo de 2005, para concentrarse en las cámaras digitales compactas y en cuerpos traseros de formato medio de alta gama para la compañía isrealí Leaf, además de otros.
Kodak continuó diseñando y fabricando sensores digitales, incluyendo el KAF-18500 de 18 megapíxel, el cual es usado en la cámara telemétrica Leica M9, hasta que la división de sensores digitales fue vendida a Platinum Equity en 2012. Esta compañía de sensores digitales ahora opera bajo el nombre Trusense.

## Modelos

### Basadas en Nikon de 35 mm

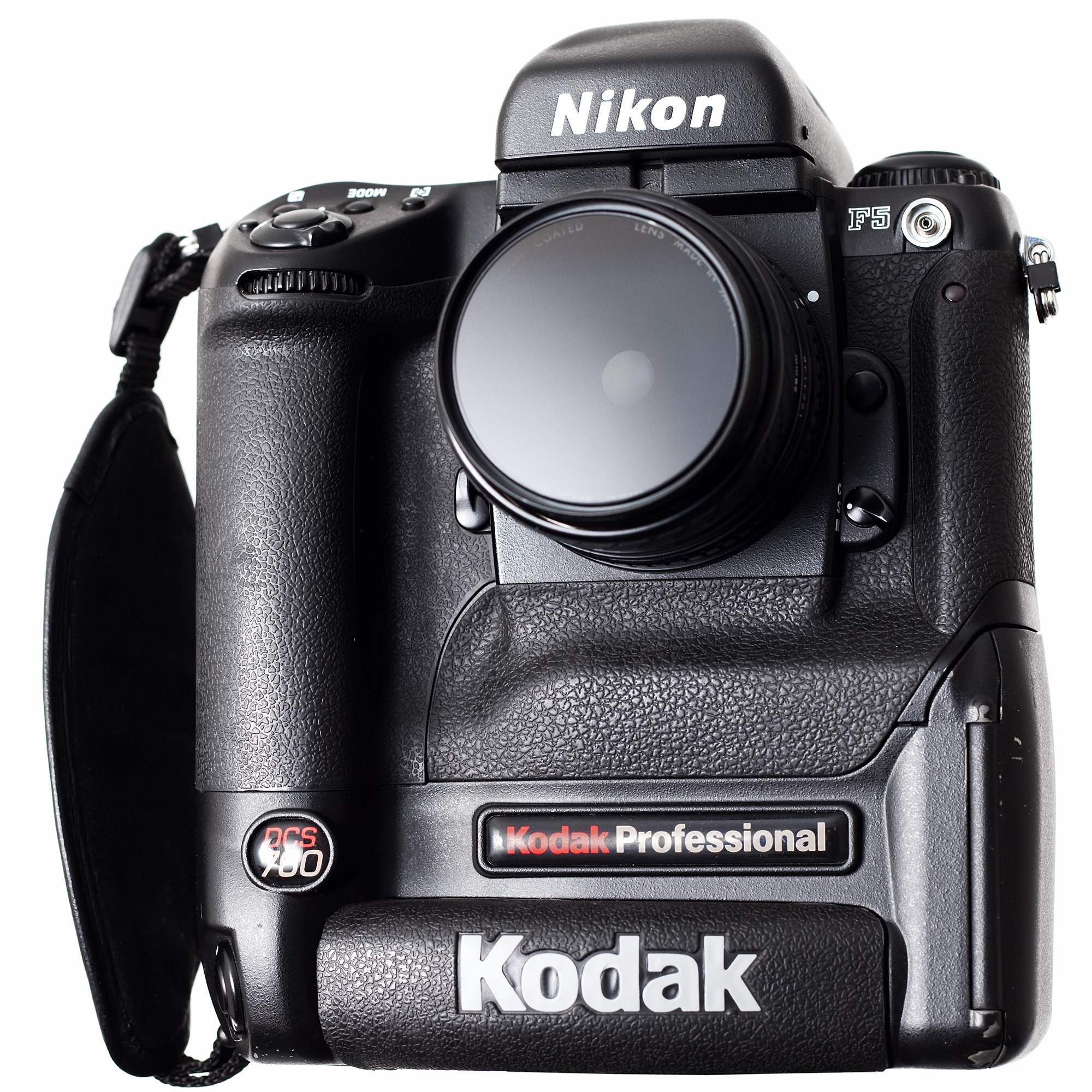
Una Kodak DCS 760, una cámara reflex digital de 6 mpx basada en la Nikon F5

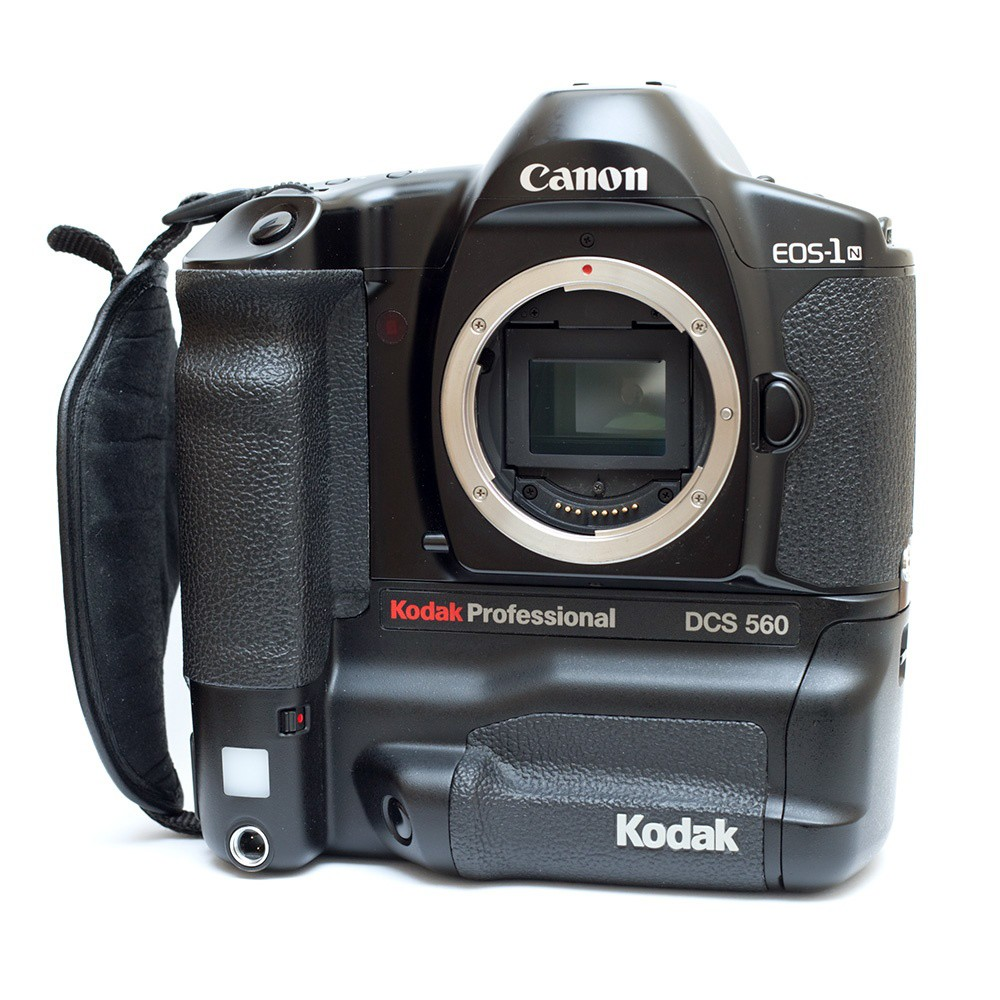
Una Kodak DCS 560, de 6 mpx basada en la Canon EOS-1N

Todos los modelos están basados en cuerpos Nikon y usan la montura F de Nikon
- Kodak DCS - mayo de 1991, luego llamada DCS 100, la primera cámara DSLR disponible comercialmente, basada en el cuerpo Nikon F3. Muchas variantes.
- Kodak DCS 200 - 1993, basada en cuerpos Nikon F-801s (N8008s). Variantes color, blanco y negro e infrarrojo.
- Kodak serie NC2000 - agosto de 1994, basada en cuerpos Nikon F90/N90 y N90s, diseñada con características de velocidad y ruido, para uso de periodistas.
- Kodak DCS serie 400 - agosto de 1994, basada en cuerpos Nikon F90/N90 and Nikon F90s/N90s.
- Kodak DCS serie 600 - 1999, basada en cuerpos Nikon F5.
- Kodak DCS serie 700 - 2001, basada en cuerpos Nikon F5.
- Kodak DCS Pro 14n - 2002, basada en cuerpos Nikon F80, fotograma completo. La variante Kodak DCS Pro 14nx incorpora un sensor mejorado, buffer de memoria y firmware de la DCS Pro SLR/n.
- Kodak DCS Pro SLR/n - 2004, basada en cuerpos Nikon F80, fotograma completo.

### Basadas en Nikon APS
- Kodak serie DCS 300 - 1998 y 1999, serie profesional de precio económico basada en los cuerpos SLR de formato Nikon APS modelos Pronea 600i y Pronea 6i, usando la montura F de Nikon, y objetivos especiales adicionales Nikkor IX (APS).

### Basadas en Canon de 35 mm
Todos los modelos usan la montura Canon EF de Canon.
- Kodak serie EOS DCS - 1995, basada en cuerpos Canon EOS-1n. Nombrada por Canon como EOS DCS 1, -3 y -5.
- Kodak serie DCS 500 - 1998, basada en cuerpos Canon EOS-1n. Nombrada por Canon como Canon EOS D2000 y Canon EOS D6000.
- Kodak DCS Pro SLR/c - 2004, Sigma SA9, electrónica y montura compatible la montura Canon EF.

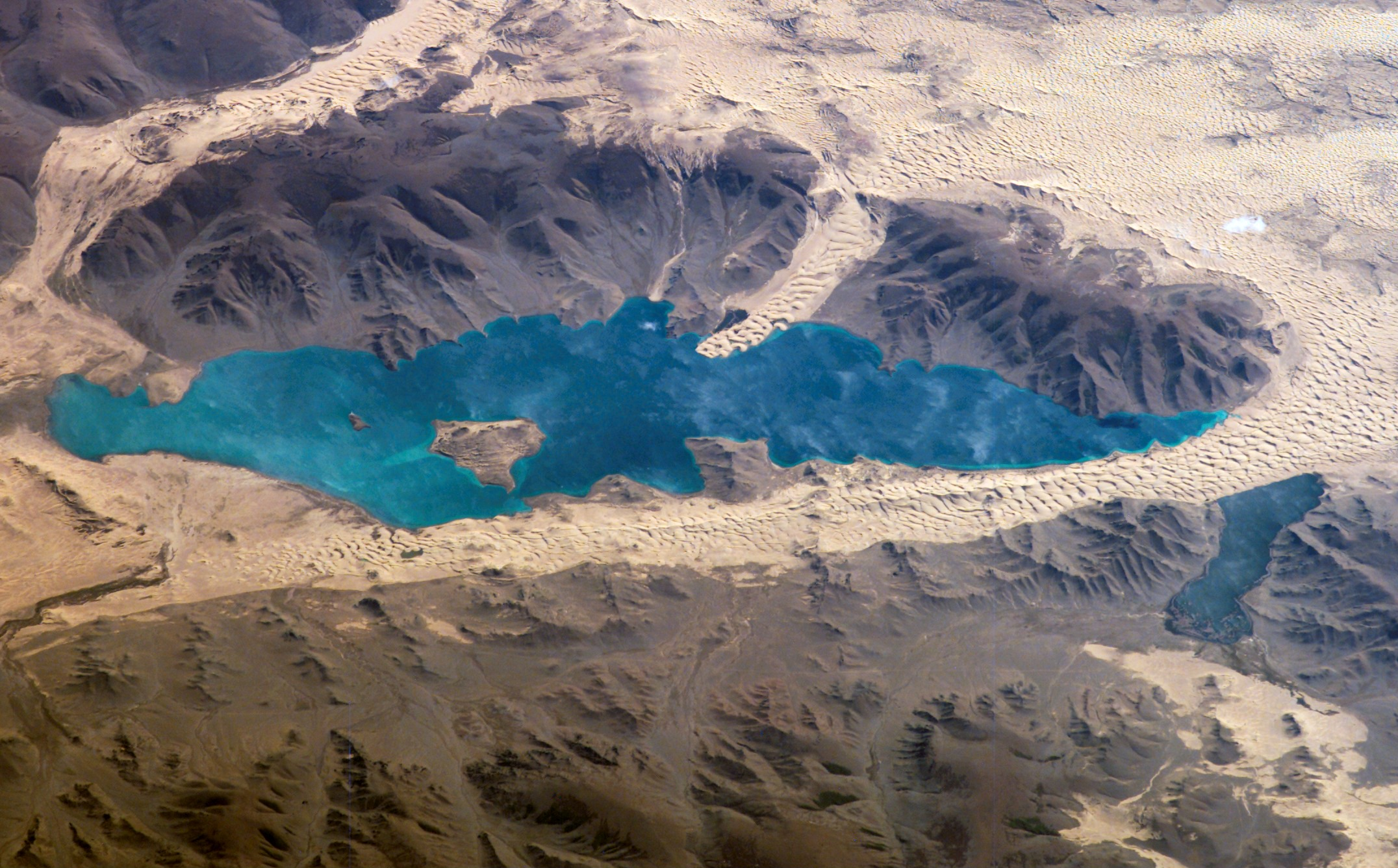
Imagen tomada en órbita con una Kodak 760C.

### Formato medio
- Kodak DCS Pro 645 - 1995, un cuerpo trasero de 6 megapíxel para varias cámaras de formato medio como las cámaras Hasselblad 500 / 503, Mamiya RB / RZ y Sinar.
- Kodak DCS Pro Back / Plus / 645 - 2000, cuerpo trasero de 16 megapíxel para varias cámaras de formato medio.